# Dirk Bauermann
Dirk Bauermann, né le 10 décembre 1957 à Oberhausen, en Allemagne de l'Ouest, est un ancien joueur allemand de basket-ball, devenu entraîneur.

## Carrière
En 2013, Bauermann devient entraîneur du Lietuvos rytas. Le club n'est pas qualifié d'office pour l'Euroligue, mais remporte le tournoi préliminaire qui lui permet de participer à la saison régulière de la compétition. En décembre 2013, Bauermann est licencié par le club qui vient d'être éliminé de l'Euroligue lors de la saison régulière (le bilan du Lietuvos est alors de 8 défaites pour une victoire). Il est remplacé par Dainius Adomaitis.

## Palmarès

### Clubs
- Champion d'Allemagne 1990, 1991, 1992, 1993, 1994, 1995, 1996 (Bayer Leverkusen)
- Coupe d'Allemagne 1990, 1991, 1993, 1995 (Bayer Leverkusen)
- Entraîneur allemand de l'année 1990, 1991, 2003, 2004

### Sélection nationale

#### Championnat d'Europe
- Finaliste du championnat d'Europe 2005 ( Serbie-et-Monténégro)

#### Championnat d'Afrique
- Médaille d'or au championnat d'Afrique 2021 (Rwanda)

#### Championnat arabe des nations
- Médaille d'argent au championnat arabe des nations 2022 ( Émirats arabes unis)